# لی چون (بازیگر)
لی چون (چینی ساده: 李纯; پین‌یین: Lǐ Chún؛ زادهٔ ۱۵ فوریه ۱۹۸۸) بازیگر اهل چین است. از آثاری که در آنها ایفای نقش کرده است می‌توان به گل‌های جنگ (۲۰۱۱) و لذت زندگی (۲۰۱۹) اشاره کرد.

## اوایل زندگی و تحصیلات
لی چون زادهٔ ووهو، آن‌هوئی، چین در ۱۵ فوریه ۱۹۸۸ است. او در کودکی یادگیری نقاشی را آغاز کرد. در سال ۱۹۹۸ در سن ده سالگی، او در مدرسه رقص وابسته به آکادمی رقص پکن پذیرفته شد و در سال ۲۰۰۵ فارغ‌التحصیل شد. پس از فارغ‌التحصیلی، او به عنوان رقصنده در باله شانگهای استخدام شد. در سال ۲۰۰۷، او عشق پروانه را در ایالات متحده آمریکا اجرا کرد. او در سال ۲۰۰۹ وارد آکادمی فیلم پکن در رشتهٔ بازیگری شد و در سال ۲۰۱۳ فارغ‌التحصیل شد.